# Мащерово
Маще́рово — деревня в Клинском районе Московской области России. Входит в состав сельского поселения Петровское. Население — 2 чел. (2010).

## Население
| 1852 | 1859 | 1890 | 1926 | 2002 | 2006 | 2010 |
| ---- | ---- | ---- | ---- | ---- | ---- | ---- |
| 170  | ↘77  | ↗210 | ↗245 | ↘0   | →0   | ↗2   |

## География
Расположена в западной части района, у границы с Волоколамским районом Московской области, примерно в 32 км к юго-западу от города Клина. Ближайшие населённые пункты — деревни Городище и Алферьево.

## История
В «Списке населённых мест» 1862 года Мащерово — владельческое сельцо Клинского уезда Московской губернии по правую сторону Волоколамского тракта, в 35 верстах от уездного города, при безымянной реке, с 10 дворами и 77 жителями (38 мужчин, 39 женщин).
По данным на 1890 год входило в состав Калеевской волости Клинского уезда, число душ составляло 210 человек.
В 1913 году — 33 двора, в сельце располагалась пожарная дружина.
В 1917 году селение было передано Петровской волости Клинского уезда.
По материалам Всесоюзной переписи населения 1926 года — деревня Городищенского сельсовета Петровской волости, проживало 245 жителей (94 мужчины, 151 женщина), насчитывалось 50 крестьянских хозяйств.
С 1929 года — деревня Городищенского сельсовета в составе Клинского района Московского округа Московской области. Постановлением ЦИК и СНК СССР от 23 июля 1930 года округа́ как административно-территориальные единицы были ликвидированы.
С 1939 года — деревня Городищенского сельсовета Высоковского района Московской области, образованного из части Клинского района в результате его разукрупнения.
В 1954 году Городищенский сельсовет ликвидирован, а селение передано в Новиковский сельсовет.
В 1957 году Высоковский район был упразднён, а его территория возвращена Клинскому району.
1963—1965 — в составе Солнечногорского укрупнённого сельского района.
В 1975 году Новиковский сельсовет был упразднён, все его селения переданы Тарховскому сельсовету.
В 1994 году Московской областной думой было утверждено положение о местном самоуправлении в Московской области, сельские советы как административно-территориальные единицы были преобразованы в сельские округа.
В 1995 году из-за переноса административного центра Тарховский сельский округ был преобразован в Елгозинский.
1994—2006 год — деревня Елгозинского сельского округа Клинского района.
С 2006 года — деревня сельского поселения Петровское Клинского района Московской области.